# 李長貴
李長貴，中華民國社會科學學者、政治人物，曾代表中國國民黨在台灣省第五選區（高雄縣、高雄市、屏東縣、澎湖縣）當選為第一屆第一、二次增額立法委員。